# Neolític pastoral de la sabana
El neolític pastoral de la sabana o SPN, anteriorment conegut com a Cultura del Bol de Pedra, és un conjunt de societats que van aparéixer a la Vall del Rift d'Àfrica Oriental i a les àrees circumdants durant un període conegut com el neolític pastoral. Eren pastors de parla cuixita del sud, que posseïen cabres i ovelles, i tendien a enterrar els morts en cairns; els seus estris es caracteritzaven per bols de pedra, morters, pedres de moldre i atuells de fang. Alguns investigadors fins i tot suggereixen que practicaven la irrigació i cultivaven grans com el mill. Se'ls ha identificat convencionalment amb els primers pobladors de parla afroasiàtica de la zona. La datació arqueològica dels ossos del bestiar i de les fites funeràries ha establert la seua cultura com el primer centre de pasturatge, tant de bestiar boví, caprí i oví, com de construcció de pedra a la zona.

## Descripció general
Es creu que els creadors de la cultura neolítica pastoral de la sabana van arribar a la Vall del Rift en el Neolític pastoral (c. 3000 abans de la nostra era - 700). Amb migracions des de la Banya d'Àfrica, aquests primers pastors de parla cusita van dur bestiar cap al sud des de Sudan o Etiòpia fins al nord de Kenya, segurament utilitzant rucs per al transport. Segons la datació arqueològica dels objectes associats i el material ossi, s'assentaren de primer a les terres baixes de Kenya entre els anys 5200 i 3300 abans de la nostra era, una fase denominada neolític pastoral de la sabana baixa. Més tard, es van estendre a les terres altes de Kenya i Tanzània al voltant de l'any 3300 ae, fase coneguda com a neolítica de pasturatge de sabana de les terres altes.
Les excavacions en la zona indiquen que els pobles neolítics del pasturatge de la sabana eren sobretot pastors de bestiar. Munyien el bestiar i també posseïen cabres, ovelles i rucs. Soterraven els morts en cairns. Dominaven una indústria lítica a base de fulles i paletes, olles de fang, bols i morters de pedra, i ocasionalment pedres de moldre. Els pobles neolítics pastorals de la sabana a vegades feien caça mitjana i major a les planes, i durant la fase de terres baixes de la cultura, també pescaven al llac Turkana.
Sonia Mary Cole (1954) indica que alguns morters i pedres d'esmolar i moldre que ella va excavar en els nivells ocres estaven tacades amb ocre, mentre que unes altres de les capes carbonitzades no ho estaven. És per això que suggereix que aquestes darreres s'usaven per a moldre grans. Altres estudiosos han argumentat que no hi ha evidència arqueològica directa que els pobles del NEP conreassen grans o altres plantes domèstiques.
Tot i que no abunda pas la informació detallada sobre aquest segment de la prehistòria africana, les dades disponibles fins ara revelen una successió de transformacions culturals dins del Neolític pastoral de la sabana. Aquestes transformacions semblen haver estat fomentades tant per canvis mediambientals com per moviments de població, entre els quals hi ha l'aparent abandó dels atuells de pedra al voltant del 1300 abans de la nostra era.
L'anàlisi d'ADN antic d'un os neolític de pasturatge de la sabana excavat al jaciment de Luxmanda, a Tanzània, conclogué que l'espècimen tenia una gran proporció d'ancestres relacionats amb la cultura neolítica preceràmica del Llevant, semblant a la que tenen les poblacions modernes de parla afroasiàtica que viuen a la Banya d'Àfrica. Això suggereix que els portadors de la cultura neolítica de la sabana pastoral podien ser parlants de l'idioma cusita.

## Idioma
Es creu que els pobles del SPN parlaven llengües de la branca cushita del sud afroasiàtic. Segons Christopher Ehret, les recerques lingüístiques suggereixen que aquestes poblacions neolítiques de la pastoral de la sabana foren els primers parlants afroasiàtics que s'assentaren a la Vall Central del Rift i a la rodalia. La regió estava habitada en el moment de la seua arribada per caçadors-recol·lectors khoisan que parlaven llengües khoisan i tenien una producció de fulles d'Eburran. L'anàlisi genètica de les restes antigues ha demostrat que la població del Neolític pastoral de la sabana també va promoure la cultura pastoral elmenteitana que va viure a la Vall del Rift durant el mateix període.
La cronologia lingüística dels moviments històrics de la població de la Vall Central del Rift, així com la distribució actual i pretèrita dels parlants afroasiàtics, indica que els pobles del SPN devien parlar llengües cusites del sud. Ehret (1998) proposa que entre aquests idiomes hi havia les ja extintes llengües tali i bisha, que s'identificaren sobre la base de paraules prestades. Aquests primers parlants cusites de la zona van desaparéixer en gran manera després de l'expansió bantu.

## Distribució
La cultura neolítica pastoral de la sabana es va distribuir al principi en muntanyes per sota dels 1.100 m en les terres baixes del nord de Kenya (neolític pastoral de la sabana baixa). La seua àrea de distribució s'estengués després a les terres altes entre el centre de Kenya i el nord de Tanzània, en elevacions per sobre dels 1.500 m (neolític pastoral de la sabana de les terres altes). La ubicació preferida dels assentaments del NSP era un pasturatge boscós obert en vessants suaus i ben drenats d'entre 1.500 m i 2.050 m.

## Cultura material
Els bols de pedra característics del Neolític pastoral de la Sabana han estat recuperats tant dels jaciments com dels seus fonaments d'enterrament.
La seua cultura material englobava diferents estils de ceràmica, dels quals es poden trobar fins a tres en un mateix lloc. La ceràmica de Nderit (abans coneguda com a Gumban A) la produïren els primers pastors del SPN a la conca del Turkana. La ceràmica més coneguda del NPS apareix més al sud, a Narosura, i també a Akira (TIP), Maringishu (motiu d'enreixat), i el motiu amb d'espina de peix també es troba en el NPS.
Quant a la tradició funerària, els pobles neolítics pastorals de la Sabana aixecaven fites de pedra en espais oberts, en refugis de roca, i en escletxes a les parets. Els morts eren soterrats amb una sèrie d'objectes, com ara bols de pedra, gomes de morter i ocres.